# Westliche Dreizipfellilie

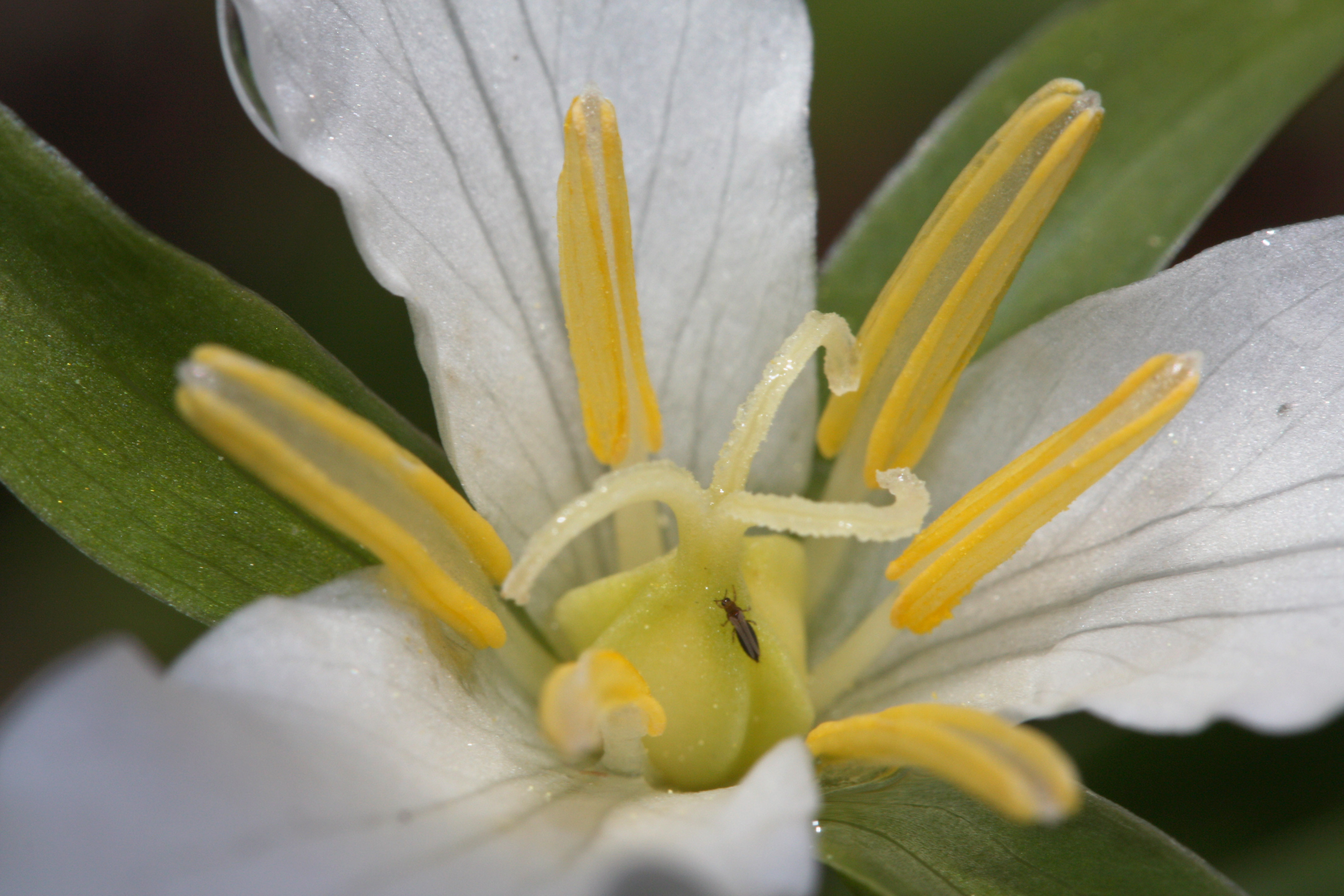
Von dünnen weißen Filamenten gestützt sind die Staubblätter 4–16 mm lang.

Die Westliche Dreizipfellilie (Trillium ovatum), mit englischen Trivialnamen auch Pacific trillium, western trillium, western wakerobin oder western white trillium, ist eine zu den Waldlilien (Trillium) gehörende Pflanzenart aus der Tribus Parideae in der Familie der Germergewächse (Melanthiaceae). Diese wurde früher oft als eigenständige Familie der Waldliliengewächse (Trilliaceae) aufgefasst. Die Art ist im Westen Nord-Amerikas beheimatet.

## Verbreitung und Lebensraum
Die Westliche Dreizipfellilie kommt in Teilen des Westens der Vereinigten Staaten und Kanadas vor, üblicherweise in reichen Wäldern. Im nördlichen Teil ihres Verbreitungsgebietes, welches das südliche British Columbia, den äußersten Südwesten von Alberta, Washington, Oregon ostwärts bis Montana, Wyoming und das nördliche Colorado umfasst, wächst sie oftmals unter Douglasien. Andere Bäume, die gelegentlich diese Trillium-Art beschatten, sind 
die Küsten-Tanne (Abies grandis), der Riesen-Lebensbaum (Thuja plicata), und die Westamerikanische Hemlocktanne (Tsuga heterophylla); Oregon-Ahorn (Acer macrophyllum), Rot-Erle (Alnus rubra) und Sitka-Fichte (Picea sitchensis) kommen in Küstennähe hinzu. Die Haupt-Blütezeit ist im April.
In der Nähe der kalifornischen Küste ist sie häufig unter dem Küstenmammutbaum (Sequoia sempervirens) zu finden. Weitere Unterholz-Arten in diesen Regionen sind Westamerikanischer Schwertfarn (Polystichum munitum), Achlys triphylla, Veilchen (Viola), Oxalis oregana und Shallon-Scheinbeere (Gaultheria shallon). 

## Merkmale
Trillium ovatum ist eine ausdauernde krautige Pflanze, die sich durch unterirdische Rhizome ausbreitet. Jede Einzel-Pflanze hat einen oder zwei blühende Sprosse, die jeweils bis zu 50 cm hoch werden. Die Blüten sind weiß oder pink, mit zunehmendem Alter können die Farben auch nachdunkeln. Gelegentlich sind die Kronblätter eher kastanienbraun.

## Systematik
Trillium ovatum wird innerhalb der Gattung der Untergattung Trillium s. str. zugeordnet. Nach neueren phylogenomischen Untersuchungen ist die Gattung monophyletisch, aber die Untergattung möglicherweise paraphyletisch. Nächstverwandt wäre den Ergebnissen zufolge die gemeinsame Klade aus den Arten Trillium grandiflorum und Trillium simile. Die Gattung Trillium bildet gemeinsam mit der Gattung Paris (Einbeeren) und der Art Pseudotrillium rivale den Tribus der Parideae (Synonym: Trillieae) in der Familie der Germergewächse (Melanthiaceae). Diese Tribus wurde früher öfters als eigenständige Familie Trilliaceae aufgefasst. Sie ist durch einzelnstehende Blüten, als Beere ausgebildete Früchte, membranöse Nektarien und die Chromosomenzahl (5) morphologisch gut charakterisiert. In früheren Jahrzehnten wurde sie in einer weit gefassten Familie der Liliengewächse (Liliaceae) vereinigt. 
Es sind 3 Varietäten  beschrieben worden:
- Trillium ovatum var. hibbersonii (T.M.C.Taylor & Szczaw.) G.W.Douglas & Pojar (Syn.: Trillium ovatum f. hibbersonii T.M.C.Taylor & Szczaw.) – auf Vancouver Island in British Columbia[8]
- Trillium ovatum var. oettingeri (Munz & Thorne) Case – im nordwestlichen Kalifornien[8]
- Trillium ovatum var. ovatum – Sie kommt in Alberta, British Columbia, Oregon, Washington, Idaho, Montana, Wyoming, Colorado und Kalifornien vor.[8]